# Александр (Виноградов)
Епи́скоп Алекса́ндр (в миру Серге́й Алекса́ндрович Виногра́дов; 1882 — 19 ноября 1951, Москва) — епископ Русской православной церкви, епископ Житомирский и Овручский.

## Биография
Окончил Саратовскую духовную семинарию. В 1907 году окончил Московскую духовную академию со степенью кандидата богословия.
С 1908 года — священник домовой церкви при Императорском Московском техническом училище, с 1911 года — преподаватель Закон Божий в ИМТУ.
В те же годы был законоучителем женской гимназии Ржевской.
С 1914 по 1918 год — законоучитель Коммерческого училища имени Цесаревича Алексея.
В 1918 году в связи с политикой новой власти домовая церковь при ИМТУ и должность законоучителя были упразднены.
С сентября 1918 года — помощник секретаря (с октября — секретарь) по студенческим делам.
В 1920—1921 годах читал лекции по истории Древней Церкви в Народной духовной академии, при храме Богоявления в Елохове.
С 1920 по 1924 года — управляющий делами МВТУ.
С 1924 года — библиотекарь библиотеки МВТУ. Главный библиотекарь Государственной Научно-Технической и Экономической библиотеки при научно-техническом отделе ВСНХ.
С 1930 по 1940 год — лаборант в лаборатории по очистке сточных вод при НИИ Наркомстроя.
С 1943 по 1945 год заведующий канцелярией и секретарь строительного техникума Мосстроя.
С 1945 года — священник в храме на Калитниковском кладбище.
В 1946 году удостоен сана протоиерея.
23 января 1947 года в Троице-Сергиевой Лавре наместником Лавры архимандритом Иоанном (Разумовым) пострижен в монашество с именем Александр.
24 января в домовой церкви Патриарха Патриархом Алексием I возведён в сан архимандрита.
В тот же день в зале заседаний Священного Синода было совершено наречение архимандрита Александра во епископа Житомирского и Овручского.
26 января 1947 года в Москве в Богоявленском Патриаршем соборе хиротонисан во епископа Житомирского и Овручского. Хиротонию совершали: Патриарх Московский и всея Руси Алексий I, митрополит Крутицкий Николай (Ярушевич), архиепископ Орловский и Брянский Фотий (Топиро), епископ Ивановский и Шуйский Кирилл (Поспелов), епископ Краснодарский и Кубанский Флавиан (Иванов).
В жизни своей он был очень прост, скромен, приветлив, отзывчив к нуждающимся.
13 декабря 1949 года освобождён от управления епархией ввиду болезни.
Скончался 19 ноября 1951 года в Москве от паралича. Похоронен на Даниловском кладбище (31 участок).